# 비락 식혜
비락 식혜(肥樂食醯)는 비락에서 1993년에 시판하여 판매 중인 전통 음료이다.
출시 당시에는 비락에서 생산, 판매를 해 오다가 1997년 한국야쿠르트가 비락의 음료 부문을 완전히 인수하여 한국야쿠르트에서 판매하게 되었다. 전통 음료로는 인기를 많이 얻어 히트 상품에 선정되었다. 인수 이후에도 현재의 이름을 유지하면서 생산하고 있으며, 2012년 1월 1일부터 한국야쿠르트에서 라면과 음료를 분사한 팔도에서 생산하고 있으며, 무방부제, 무색소, 무사카린 등의 전통 식품으로 마케팅하고 있다.
2014년에는 배우 김보성이 출연한 광고가 인기를 끌었다. "의리"라는 한국어 단어에서 파생한 김보성의 유행어 "으리"를 이용한 재치있는 광고다.

## 역사
1993년 지상파 방송사 광고를 통해서 처음 알려지게 되었으며, 주로 한국의 명절 때에나 마실 수 있는 식혜를 일상에서도 마실 수 있도록 캔과 파우치로 제조하였다. 그 당시 식혜가 캔으로 발매되었다는 것이 당대의 화제가 되었으며, 대인기를 얻게 되면서 현재까지 유지하고 있다. 이 식혜의 발매를 계기로 경쟁사인 롯데칠성음료와 해태htb에서도 유사 캔식혜 음료를 1990년대에 발매하였다.
첫 발매 1년 후인 1994년에 한국능률협회로부터 히트상품으로 등재되었다.

## 원재료명
엿기름 추출액(고형분6.5%이상) 16.4%, 백설탕, 멥쌀, 생강 추출액, 효소처리스테비아, 시트러스 추출분말, 효소제제.

## 같이 보기
- 비락 수정과